# Доуджарос (дем Орестиада)
Доуджарос (на гръцки: Ρίζια, „Ризия“) е село в Гърция, разположено на територията на дем Орестиада, област Източна Македония и Тракия.
Селото е разположено на южния бряг на река Арда.

## История
До 1878 г. селото е било изцяло българско. В Доуджарос до 1913 г. е имало 59 български къщи, парапанковци

## Личности
Починали в Доуджарос
- Боню Петров Велчев, български военен деец, подпоручик, загинал през Балканската война на 13 март 1913 година[1]